# Ermita del Crist del Calvari (Eslida)
L'Ermita del Crist del Calvari a Eslida, comarca de la Plana Baixa, és una ermita del segle xviii, localitzada en la coneguda com Partida Calvari, al municipi d'Eslida, al final d'un típic i zigzaguejant viacrucis. Està catalogada com Bé Immoble de Rellevància Local amb codi: 12.06.057-003, segons consta a la Direcció General de Patrimoni Artístic de la Generalitat Valenciana.

## Descripció històric artística
Segons els autors, es van finalitzar les obres de la seva construcció el 24 de febrer de 1704. El temple està blanquejat, i presenta caràcters  barrocs, així com un porxo (o atri o potic) cobert amb teulada independent de la resta del temple, sustentat en tres  arcs de mig punt i que està elevat; requereix una escalinata per a accedir-hi. L'edifici es remata amb una espadanya, per a una sola campana, sobre el ràfec de la façana.
L'ermita es va construir adossada a un aljub que és completament visible des de l'exterior, i en l'interior es pot contemplar un retaule de fàbrica de ceràmica dedicat a la Verge de la Cova Santa.
Presenta planta de creu llatina sense la part que constituiria el peu, fent el paper d'aquest l'atri o pòrtic exterior. Es tracta d'una ermita construïda en estil barroc, en la seva variant típica de la zona valenciana. A la cruïlla de la nau central i el creuer s'eleva la cúpula en forma d'el·lipse cega sobre el creuer amb uns quatre metres de diàmetre, recolzada en un tambor sobre petxines, que és on es localitza tota la decoració. La cúpula presenta externament teula moruna i està decorada amb una creu de forja. La nau per la seva banda presenta volta de canó.
A la capçalera de la planta es localitza el presbiteri amb la imatge del Crist del Calvari, que dona nom a l'ermita. El retaule que l'emmarca és de recent construcció.
Les festes en aquesta ermita tenen lloc l'última setmana del mes d'agost.